# Domenico Lo Faso Pietrasanta
Domenico Lo Faso Pietrasanta (Palermo, 21 de febrero de 1783 – Florencia, 15 de febrero de 1863) conocido como Serradifalco, fue un arquitecto, arqueólogo, historiador del arte, político y noble italiano, V Duque de Serradifalco.

## Biografía
Nació en Palermo durante el reinado de Fernando I de las Dos Sicilias. Miembro de una familia noble siciliana, en 1809 heredó el título de Duque de Serradifalco. Estudió arquitectura y arqueología en Milán. En 1838 ingresó como miembro honorario extranjero en la Academia Estadounidense de las Artes y las Ciencias.
Dirigió las excavaciones y restauraciones de los principales sitios arqueológicos de Sicilia: Segesta, Selinus, Siracusa, Taormina y el Valle de los Templos de Agrigento. Fruto de estos trabajos e investigaciones publicó múltiples estudios sobre el patrimonio monumental siciliano, entre los que destaca la obra Le antichità siciliane esposte e illustrate, compuesta por cinco volúmenes editados entre 1834 y 1840.
Entre sus obras como arquitecto se encuentra el «palchetto della Musica», en el Foro Itálico de Palermo, realizado en 1846 junto a Carlo Giachery. Proyectó también la reforma neoclásica de la fachada de la residencia familiar, el Palazzo Bonocore, en la palermitana piazza Pretoria.
Fue uno de los protagonistas de la revolución independentista siciliana de 1848. Ocupó la presidencia de la Cámara de los Pares y como ministro de Asuntos Exteriores del gobierno secesionista encabezó la delegación que viajó a Turín para ofrecer la corona del Reino de Sicilia a Fernando de Saboya. Con el regreso de los Borbones a la isla se vio obligado a exiliarse a Florencia. Tras la Unificación italiana de 1860 el Senado del Reino le designó presidente de la Comisión de Antigüedades y Bellas Artes. Falleció en 1863.